# Río Aransa
El río Aransa es un curso de agua del nordeste de la península ibérica, afluente del Segre. Discurre por Andorra y por la provincia de Lérida.

## Curso
El río, que discurre por la provincia española de Lérida, nace en unos montes de Andorra, cerca del pueblo de Aránser, del que toma el nombre. Tras bañar lugares como Musa, Lles y Martinet, desagua en el Segre. Aparece descrito en el segundo volumen del Diccionario geográfico-estadístico-histórico de España y sus posesiones de Ultramar de Pascual Madoz con las siguientes palabras:

ARANSA (de): r. en la prov. de Lérida; el cual tiene origen en los elevados montes de la república de Andorra confinantes con el pueblo de Aransa (part. jud. de Seo de Urgel); á corta dist. de su nacimiento se le incorpora un riach. que baja de la montaña de Bescarán, y durante su curso, que es de 2 leg. por entre barrancos, riega algunos terrenos en el térm. de dicho pueblo, y en los de Musa, Lles y Martinet, confluyendo á 1/8 de hora mas abajo del último en el r. Segre: ordinariamente lleva muela y media de agua, pero cuando se derriten las nieves toma considerable incremento; la calidad de aquella es buena para beber, y cria muchas y escelentes truchas.
(Madoz, 1845, p. 446)